# Mimulopsis lyalliana
Mimulopsis lyalliana är en akantusväxtart som först beskrevs av Christian Gottfried Daniel Nees von Esenbeck, och fick sitt nu gällande namn av Baron. Mimulopsis lyalliana ingår i släktet Mimulopsis och familjen akantusväxter. Utöver nominatformen finns också underarten M. l. diffusa.